# Mielul Shaun
Mielul Shaun (engleză Shaun the Sheep) este o serie britanică de televiziune stop-motion animată produsă de Aardman Animations. Un spin-off al francizei Wallace și Gromit, Seria urmărește aventurile lui Shaun - oaia eponimă prezentată anterior în filmul scurtmetraj A Close Shave din 1995, ca lider al turmei sale într-o fermă engleză. Serialul a avut premiera pe 5 martie 2007 pe CBBC în Regatul Unit, fiind difuzat de asemenea pe BBC Two. Din 2020, serialul este disponibil global pe Netflix. În 2024, s-a anunțat că a șaptea serie este în lucru și va avea premiera în 2025.  Seria a șaptea a fost lansată pe 24 mai 2025 și va avea 20 de episoade. Primul episcop a avut premiera pe BBC.Cu 170 de episoade peste 6 serii, este unul dintre cele mai lungi serial de animație în televiziunea britanică.
Seria a inspirat, Timmy Time, un serial adresat telespectatorilor mai tineri care urmărește aventurile lui Timmy, vărul mai mic al lui Shaun. Un film lungmetraj, intitulat Mielul Shaun - Filmul, a fost lansat pe 6 februarie 2015. Un film scurtmetraj de 30 de minute, intitulat Shaun the Sheep: The Farmer's Llamas, a fost difuzat în 2015 ca un special de Crăciun. Un al doilea film lungmetraj, intitulat Mielul Shaun - Farmageddon, a fost lansat teatral pe 18 octombrie 2019. Un al doilea film scurtmetraj, intitulat Mielul Shaun - Zborul dinaintea Crăciunului, a fost lansat pe Netflix pe 3 decembrie 2021.
În România, serialul a fost difuzat de Cartoon Network și Prima TV.

## Personaje
- Shaun - Shaun este protagonistul serialului și deși este cel mai mic, el este liderul turmei. El este o oaie isteață și încrezătoare, predispusă la nebunii dar el știe cum să îi scoată pe ceilalți din ea. Nefiind dialog, Shaun comunică ca o oaie obișnuită și anume prin behăit și își explică ideile desenând diagrame. Este și bun prieten cu câinele Bitzer deși asta nu îl oprește să îi mai joace cât o farsă.
- Bitzer - Bitzer este câinele galben credincios al fermierului pus să păzească turma de oi. El comunică prin lătraturi și dă instrucțiuni oilor suflând din fluierul său. Este bun prieten cu Shaun și mereu îl ajută când el și celelalte oi au probleme.
- Shirley - Shirley este cel mai mare membru al turmei. O oaie gigantă, ea este de obicei văzută mâncând liniștită, deși este destul de intimidantă să îl apere pe Shaun de motanul Pidsley. Ea este atât de mare încât obiectele mari dispar în lâna sa și mai mereu rămâne blocată în diferite locuri, celelalte oi fiind nevoite să o ajute. Mărimea sa însă poate fi de folos când este nevoie de un berbec sau ceva similar.
- Timmy - Timmy este vărul lui Shaun și singurul miel din turmă, de aceea fiind cel mai inocent. El este un copil și este deobicei văzut cu o suzetă Arhivat în 22 aprilie 2021, la Wayback Machine. în gură. Apare și în propriul serial Timmy Time și grădinița unde sunt prezentate aventurile sale la grădiniță.
- Mama lui Timmy - Ea este mama lui Timmy și mătușa lui Shaun. Nu este prea pricepută în treburile materne și de aceea chiar la folosit pe Timmy ca o vopsea improvizată. Când copilul ei se pierde, ea nu mai poate fi consolată în nici un fel până când acesta nu revine teafăr.
- Nuts - Nuts este o oaie excentrică dar destul de folositoare și deobicei se alătură și îl ajută pe Shaun ca restul turmei. Dar lucrul ce îl distinge de celelalte oi este faptul că are amândoi ochii de formă diferită.
- Fermierul - El este un om spre chelie cu ochelari care administrează ferma cu Bitzer de partea sa. Principala preocupare a animalelor sale e să se asigure că el rămâne complet imprevizibil în privința sensibilității lor, un lucru făcut ușor de natura sa convențională și neobservantă dar complicată de entuziasmul său pentru hobby-uri noi. Nu vorbește cu cuvinte ci face sunete murmurate sau mormăie sub respirația sa suficient de audibil pentru ca telespectatorii să poate înțelege ce vrea să spună. Încercările sale dezastroase de a-și găsi o iubită este o fază comună în serial.
- Porcii obraznici (en. The Naughty Pigs) - Ei sunt niște porci ce stau într-un țarc plasat lângă locul oilor. Ei mereu încearcă să le joace feste oilor și să îi bage în probelem. Însă ei sunt speriați de Bitzer (deși uneori încearcă să se ia și de el) și au fost dați afară de fermier în episodul "Pig Trouble".
- Pidsley - Pidsley este pisica galbenă a fermierului, un personaj minor în primul sezon și principalul antagonist în al doilea sezon. Ea dorește să fie unica atenție a fermierului și de aceea este jelos pe Bitzer. De asemenea ea urăște oile, crezând că sunt stupide și mai prejos decât ea.

## Lista episoadelor
| 1 — Soccer 2 — Fetching 3 — Bathtime 4 — Timmy In A Tizzy 5 — Scrumping 6 — Still Life 7 — Mower Mouth 8 — Take Away 9 — The Bull 10 — Saturday Night Shaun 11 — The Kite 12 — Little Sheep of Horrors 13 — Buzz off Bees 14 — Fleeced 15 — Shaun Shoots the Sheep 16 — Big Top Timmy 17 — Shape Up With Shaun 18 — Mountains out of Molehills 19 — Who’s the Mummy? 20 — Things that go Bump 21 — Troublesome Tractor 22 — Hiccups 23 — Bitzer Puts His Foot in it 24 — Washday 25 — Heavy metal Shaun 26 — Sheep on the Loose 27 — Tooth Fairy 28 — Camping Chaos 29 — Save The Tree 30 — Shaun the Farmer 31 — Sheepwalking 32 — The Farmer’s Niece 33 — Stick with Me 34 — If You Can’t Stand the Heat 35 — Tidy Up 36 — The Visitor 37 — Helping Hound 38 — Snore-Worn Shaun 39 — Abracadabra 40 — Shaun Encounters | 41 — Double Trouble 42 — Draw the Line 43 — Sheepless Nights 44 — Spring Lamb 45 — Strictly No Dancing 46 — Who’s the Caddy? 47 — Hair Today, Gone Tomorrow 48 — Bagpipe Buddy 49 — Supersize Timmy 50 — Lock Out 51 — Cheetah Cheater 52 — Ewe’ve Been Framed 53 — Bitzer’s New Hat 54 — Hide and Squeak 55 — Frantic Romantic 56 — Everything Must Go 57 — Party Animals 58 — Cat Got Your Brain? 59 — Two’s Company 60 — In The Doghouse 61 — The Boat 62 — What’s Up, Dog? 63 — Cock-a-Doodle Shaun 64 — Bitzer’s Basic Training 65 — Chip Off The Old Block 66 — Pig Trouble 67 — Bitzer From The Black Lagoon 68 — Zebra Ducks Of The Serengeti 69 — Whistleblower 70 — The Big Chase 71 — The Magpie 72 — Operation Pidsley 73 — Pig Swill Fly 74 — Shirley Whirley 75 — Foxy Laddie 76 — Shaun Goes Potty 77 — An Ill Wind 78 — Fireside Favourite 79 — Snowed In 80 — We Wish Ewe A Merry Christmas | 81 — The Stand Off 82 — The Coconut 83 — The Shepherd 84 — You Missed A Bit 85 — Let's Spray 86 — The Crow 87 — Shaun The Fugitive 88 — Hard To Swallow 89 — Mission Inboxible 90 — Bye Bye Barn 91 — The Rounders Match 92 — Film Night 93 — Fossils 94 — The Skateboard 95 — The Piano 96 — The Snapshot 97 — Prickly Heat 98 — The Hang Glider 99 — The Shadow Play 100 — Bull Vs Wool | 101 — Cones 102 — Caught Short Alien 103 — Happy Birthday Timmy! 104 — The Genie 105 — 3DTV 106 — The Smelly Farmer 107 — DIY 108 — The Rabbit 109 — Prize Possession 110 — The Spider 111 — The Loony-Tic 112 — Men at Work 113 — The Dog Show 114 — Missing Piece 115 — Wildlife Watch 116 — The Pelican 117 — Bad Boy 118 — Remote Control 119 — Phoney Farmer 120 — Ground Dog Day 121 — The Intruder 122 — Bitzer for a Day 123 — Bitzer's Secret 124 — Ping-Pong Poacher 125 — Hidden Talents 126 — Picture Perfect 127 — Save the Dump 128 — Duck! 129 — The Stare 130 — Fruit and Nuts | 131-Out of Order 132-Karma Farmer 133-Spoilsport 134-Baa'd Hair Day 135-The Farmer's Nephew 136-Babysitter Bitzer 137-Dodgy Lodger 138-Dangerous Deliveries 139-Timmy and the Dragon 140-Bitzer's New Whistle 141-Turf Wars 142-A Prickly Problem 143-Wanted 144-Rude Dude 145-Keeping the Peace 146-Happy Farmer's Day 147-Checklist 148-Return to Sender 149-Cone of Shame 150-Sheep Farmer |

## Filme
- Mielul Shaun - Filmul (2015)
- Mielul Shaun - Farmageddon (2019)